# Rivière à Pierre
Rivière à Pierre är ett vattendrag i Kanada.   Det ligger i provinsen Québec, i den sydöstra delen av landet, 300 km nordost om huvudstaden Ottawa.
I omgivningarna runt Rivière à Pierre växer i huvudsak blandskog. Trakten runt Rivière à Pierre är nära nog obefolkad, med mindre än två invånare per kvadratkilometer.